# سیمین‌پهلوی خیزاب
سیمین‌پهلوی خیزآب (نام علمی: Notocheirus hubbsi) نام یک گونه از خانواده ساردین‌های خیزآب است.